# جيش الولايات المتحدة المركزي
جيش الولايات المتحدة المركزي، الذي كان يعرف سابقًا باسم جيش الولايات المتحدة الثالث، والذي يشار إليه عادة باسم الجيش الثالث وARCENT هو تشكيل عسكري لجيش الولايات المتحدة، الذي شهد الخدمة في الحرب العالمية الأولى والحرب العالمية الثانية، في حرب الخليج عام 1991 وفي احتلال التحالف للعراق. تشتهر بحملاتها في الحرب العالمية الثانية تحت قيادة الجنرال جورج س . باتون.
يقع مقر الجيش الثالث في قاعدة شاو للقوات الجوية بولاية ساوث كارولينا مع عنصر متقدم في معسكر عريفجان بالكويت.

## التنشيط والحرب العالمية الأولى

### المهمة الأولى
في 15 نوفمبر 1918، تم تكليف اللواء ديكمان بمهمة التحرك بسرعة وبأي وسيلة إلى ألمانيا الوسطى. كان عليه نزع سلاح القوات الألمانية وحلها كما أمر الجنرال جون بيرشينج، قائد قوات المشاة الأمريكية.
بدأت المسيرة إلى ألمانيا من أجل الاحتلال في 17 نوفمبر 1918. بحلول 15 ديسمبر، تم افتتاح مقر الجيش الثالث في ماين في كوبلنتس. بعد يومين، في 17 ديسمبر 1918، تم إنشاء جسر كوبلنتس، الذي يتكون من جسر عائم وثلاثة جسور سكة حديد عبر نهر الراين.

## اقرأ أيضا
- قيادة الطيران والصواريخ بجيش الولايات المتحدة

### اقتباسات
1. ↑  "معلومات عن جيش الولايات المتحدة المركزي على موقع viaf.org". viaf.org. مؤرشف من الأصل في 2018-05-24.
2. ↑  "معلومات عن جيش الولايات المتحدة المركزي على موقع id.loc.gov". id.loc.gov. مؤرشف من الأصل في 2020-10-31.